# Gli altri giorni del Condor
Gli altri giorni del Condor (Agency) è un film del 1981 diretto da George Kaczender. Questo film non è il seguito de' I tre giorni del Condor.

## Trama
In un'agenzia pubblicitaria vi sono alcune nuove assunzioni che lasciano dei dubbi ad un impiegato; preoccupato indaga, scoprendo che la stessa agenzia è coinvolta in macchinazioni politiche: per i loro scopi stanno inserendo dei messaggi subliminali negli spot pubblicitari. Scoperto, cercheranno di ucciderlo.

## Riconoscimenti
Il film ebbe 3 nomination al Genie Award senza ricevere nessun premio.